# Sergei Wjatscheslawowitsch Olchowzew
Sergei Wjatscheslawowitsch Olchowzew (russisch Сергей Вячеславович Ольховцев; * 19. Oktober 1987 in Moskau, Russische SFSR) ist ein ehemaliger russischer Eishockeyspieler, der zuletzt bei Titan Klin in der Wysschaja Hockey-Liga unter Vertrag steht.  

## Karriere
Sergei Olchowzew begann seine Karriere als Eishockeyspieler in der Nachwuchsabteilung des HK Dynamo Moskau, für dessen zweite Mannschaft er von 2003 bis 2006 in der drittklassigen Perwaja Liga aktiv war. Anschließend lief er zwei Jahre lang für die Profimannschaft von Kapitan Stupino in der Wysschaja Liga, der zweiten russischen Spielklasse, auf, wobei er die Saison 2007/08 bei dessen Ligarivalen ZSK WWS Samara beendete. In der Saison 2008/09 trat der Verteidiger für den lettischen Verein HK Liepājas Metalurgs in der belarussischen Extraliga an. In 43 Spielen gelangen ihm dabei zehn Scorerpunkte, davon ein Tor. 
Während der Saison 2009/10 stand Olchowzew bei Krylja Sowetow Moskau in der Wysschaja Liga unter Vertrag. In der Saison 2010/11 stand er für Torpedo Nischni Nowgorod in der Kontinentalen Hockey-Liga auf dem Eis. In seinem Rookiejahr in der KHL gab er in 27 Spielen eine Torvorlage. 

## KHL-Statistik
(Stand: Ende der Saison 2010/11)